# Ammomanes

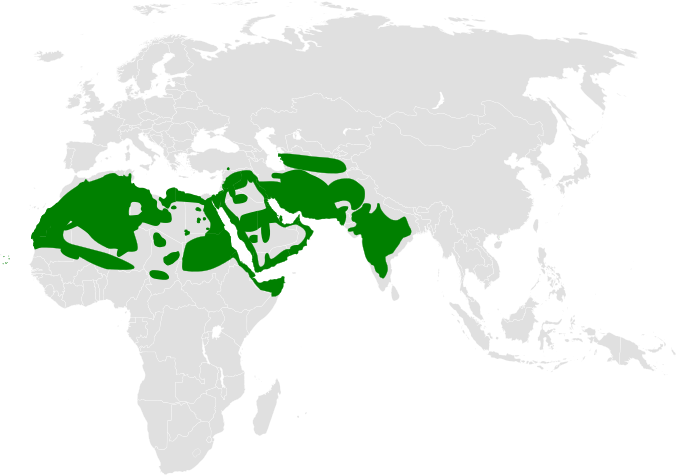
Verbreitungskarte der Gattung Ammomanes

Ammomanes ist eine Gattung der Lerchen. Unter den heute lebenden Vogelarten gehören drei Arten zu der Gattung. Eine deutsche Bezeichnung hat sich für diese Gattung bislang nicht eingebürgert.
Das Verbreitungsgebiet der Gattung ist sehr groß. Es reicht von Nordafrika über Vorderasien bis zum Indischen Subkontinent. Alle Arten werden von der IUCN als nicht gefährdet (least concern) eingestuft.

## Merkmale
Die Arten der Gattung Ammomanes sind kleine bis mittelgroße Lerchen, die auf der Körperoberseite kaum gestrichelt sind. Sie haben kurze bis mittellange, vergleichsweise kräftige Schnäbel. Die Nasenlöcher sind mit winzigen Federbüscheln bedeckt, was die Arten dieser Gattung unter anderem von der Lerchengattung Mirafra unterscheidet. Die Flügel sind lang, spitz und breit, die zehnte Handschwinge ist auch bei gefalteten Flügeln sichtbar. Das Schwanzgefieder ist kurz bis mittellang. Keine der Arten weist Weiß im Schwanzgefieder auf. Die Hinterkralle ist etwas gebogen und entspricht in ihrer Länge etwa der Hinterzehe.
Die Anpassung des Gefieders an den Lebensraum ist sehr ausgeprägt, was sich insbesondere bei den zahlreichen Unterarten der Steinlerche zeigt. Die Gefiederfarbe der Körperoberseite bei dieser Art reicht von hell sandfarben-grau über rosa-zimtfarben bis zu dunkel schiefergrau bei der in Jordanien auf schwarzer Lavawüste vorkommenden Unterart Ammomanes desserti annae.

## Verbreitungsgebiet
Die Rotschwanzlerche kommt nur auf dem Indischen Subkontinent vor. Das Verbreitungsgebiet der Sandlerche und der Steinlerche reicht von Nordafrika bis nach Zentralasien.

## Lebensweise
Wie alle Lerchen sind auch die Ammomanes-Arten Bodenbrüter. Die Nahrung besteht aus Insekten und Sämereien. Alle Arten singen sowohl von niedrigen Ansitzwarten aus als auch im Singflug.

## Arten
Die folgenden rezenten Arten werden zu der Gattung gerechnet:
- Sandlerche (Ammomanes cincturus (Gould, 1839))
- Steinlerche (Ammomanes deserti (Lichtenstein, 1823))
- Rotschwanzlerche (Ammomanes phoenicurus (Franklin, 1831))

Die Namiblerche, die die Namib an der Westküste Afrikas besiedelt, wurde lange Zeit ebenfalls zu dieser Gattung gezählt. Sie gilt heute als eigenständige Gattung.

## Einzelbelege
1. ↑  Pätzold: Kompendium der Lerchen. S. 168.
2. ↑  Pätzold: Kompendium der Lerchen. S. 186.
3. ↑  Nicators, reedling & larks « IOC World Bird List. In: www.worldbirdnames.org. Abgerufen am 12. Februar 2017 (englisch).